# Saison 2009-2010 de Neuchâtel Xamax
Maillots
Chronologie
Saison précédente Saison suivante
Le Neuchâtel Xamax FC joue pour la saison 2009-2010 en Axpo Super League, la première division suisse.
L'équipe entraînée par Pierre-André Schürmann se classe huitième du championnat championne de Suisse à l'issue de la saison avec 41 points. Le Neuchâtel Xamax FC est éliminé au troisième tour de la Coupe de Suisse de football 2009-2010

## Résultats

### Super League 2009-2010 -1eret2etours
| 1re journée                        | Bellinzone                          | 1 - 1   | Neuchâtel Xamax                         | 16h00 : Stadio Comunale                           |                                                   |
| 12 juillet 2009 5e place / 1 point | 7e Raso · 17e Hima · 18e Ciarrocchi | (1 - 0) | 56e Gavranović · 78e Varela · 90e Ferro | Spectateurs : 4 336 Arbitrage : Jérôme Laperrière | Spectateurs : 4 336 Arbitrage : Jérôme Laperrière |
| 12 juillet 2009 5e place / 1 point | compte-rendu                        |         |                                         | Spectateurs : 4 336 Arbitrage : Jérôme Laperrière | Spectateurs : 4 336 Arbitrage : Jérôme Laperrière |

| 2e journée                               | Neuchâtel Xamax                                                    | 3 - 0   | FC Zurich                   | 17h45 : Stade de la Maladière                    |                                                  |
| 18 juillet 2009 · 1re place / 4 points · | 25e Nuzzolo · 26e Edjenguele · 30e Nuzzolo · 47e Brown · 63e Brown | (1 - 0) | 33e Vonlanthen · 51e Hassli | Spectateurs : 4 800 Arbitrage : Cyril Zimmermann | Spectateurs : 4 800 Arbitrage : Cyril Zimmermann |
| 18 juillet 2009 · 1re place / 4 points · | compte-rendu                                                       |         |                             | Spectateurs : 4 800 Arbitrage : Cyril Zimmermann | Spectateurs : 4 800 Arbitrage : Cyril Zimmermann |

| 3e journée                              | Saint-Gall                                                                  | 1 - 1   | Neuchâtel Xamax                                       | 17h45 : AFG Arena                                |                                                  |
| 25 juillet 2009 · 4e place / 5 points · | 28e Costanzo · 31e Muntwiler · 49e Nushi · 55e Frick · 63e Koubsky · 67e Pa | (0 - 1) | 13e Gavranović · 14e Gavranović · 35e Bah · 91e Besle | Spectateurs : 13 310 Arbitrage : Massimo Busacca | Spectateurs : 13 310 Arbitrage : Massimo Busacca |
| 25 juillet 2009 · 4e place / 5 points · | compte-rendu                                                                |         |                                                       | Spectateurs : 13 310 Arbitrage : Massimo Busacca | Spectateurs : 13 310 Arbitrage : Massimo Busacca |

| 4e journée                            | Neuchâtel Xamax                                                                  | 1 - 3   | FC Sion                                                                                 | 16h00 : Stade de la Maladière                  |                                                |
| 1er août 2009 · 6e place / 5 points · | 20e Ismaeel · 25e Nuzzolo · 45e Niasse · 49e Brown · 57e Gavranović · 63e Tixier | (0 - 2) | 15e Chihab · 21e Mpenza, pénalty · 23e Mpenza · 25e Paito · 32e Vanczák · 56e Serey Die | Spectateurs : 7 210 Arbitrage : Stephan Studer | Spectateurs : 7 210 Arbitrage : Stephan Studer |
| 1er août 2009 · 6e place / 5 points · | compte-rendu                                                                     |         |                                                                                         | Spectateurs : 7 210 Arbitrage : Stephan Studer | Spectateurs : 7 210 Arbitrage : Stephan Studer |

| 5e journée                          | Lucerne                                               | 2 - 1   | Neuchâtel Xamax                                                        | 16h00 : Gersag Emmenbrücke                    |                                               |
| 9 août 2009 · 7e place / 5 points · | 15e Ferreira · 44e Renggli · 60e Zverotić · 65e Yakin | (1 - 1) | 12e Varela · 20e Gavranović · 25e Nuzzolo · 53e Binya · 92e Edjenguele | Spectateurs : 8 200 Arbitrage : Nikolaj Hänni | Spectateurs : 8 200 Arbitrage : Nikolaj Hänni |
| 9 août 2009 · 7e place / 5 points · | compte-rendu                                          |         |                                                                        | Spectateurs : 8 200 Arbitrage : Nikolaj Hänni | Spectateurs : 8 200 Arbitrage : Nikolaj Hänni |

| 6e journée                           | Aarau                  | 0 - 4   | Neuchâtel Xamax                                                                | 16h00 : Stade du Brügglifeld                |                                             |
| 16 août 2009 · 4e place / 8 points · | 17e Burki · 50e Benito | (0 - 0) | 43e Besle · 49e Brown · 51e Gavranović · 52e Varela · 62e Brown · 85e Aganović | Spectateurs : 4 900 Arbitrage : Alain Bieri | Spectateurs : 4 900 Arbitrage : Alain Bieri |
| 16 août 2009 · 4e place / 8 points · | compte-rendu           |         |                                                                                | Spectateurs : 4 900 Arbitrage : Alain Bieri | Spectateurs : 4 900 Arbitrage : Alain Bieri |

| 7e journée                           | Neuchâtel Xamax | 2 - 2   | FC Bâle                                                                | 16h00 : Stade de la Maladière                |                                              |
| 23 août 2009 · 5e place / 9 points · | 52e Binya · 58e Varela, pénalty · 59e Wüthrich · 61e Gavranović · 66e Besle · 68e Gavranović · 70e Gavranović · 91e Besle | (0 - 0) | 57e Atan · 58e Safari · 65e Streller · 70e Stocker · 89e Frei, pénalty | Spectateurs : 7 323 Arbitrage : Sascha Kever | Spectateurs : 7 323 Arbitrage : Sascha Kever |
| 23 août 2009 · 5e place / 9 points · | compte-rendu |         |                                                                        | Spectateurs : 7 323 Arbitrage : Sascha Kever | Spectateurs : 7 323 Arbitrage : Sascha Kever |

| 8e journée                            | GC                      | 1 - 3   | Neuchâtel Xamax                                                                            | 19h45 : Stade du Letzigrund                      |                                                  |
| 31 août 2009 · 3e place / 12 points · | 9e Salatic · 55e Sommer | (1 - 1) | 37e Page · 45e Brown · 55e Brown, pénalty · 58e Wüthrich, pénalty · 79e Varela · 86e Binya | Spectateurs : 4 600 Arbitrage : Cyril Zimmermann | Spectateurs : 4 600 Arbitrage : Cyril Zimmermann |
| 31 août 2009 · 3e place / 12 points · | compte-rendu            |         |                                                                                            | Spectateurs : 4 600 Arbitrage : Cyril Zimmermann | Spectateurs : 4 600 Arbitrage : Cyril Zimmermann |

| 9e journée                                 | Neuchâtel Xamax                                                                       | 3 - 0   | YB                                                      | 16h00 : Stade de la Maladière                      |                                                    |
| 13 septembre 2009 · 3e place / 15 points · | 20e Omar · 31e Gavranović · 38e Besle · 77e Brown · 86e Ferro · 88e Brown · 88e Brown | (1 - 0) | 20e Regazzoni · 33e Schneuwly · 78e Wölfli · 78e Ghezal | Spectateurs : 10 155 Arbitrage : Jérôme Laperrière | Spectateurs : 10 155 Arbitrage : Jérôme Laperrière |
| 13 septembre 2009 · 3e place / 15 points · | compte-rendu                                                                          |         |                                                         | Spectateurs : 10 155 Arbitrage : Jérôme Laperrière | Spectateurs : 10 155 Arbitrage : Jérôme Laperrière |

| 10e journée                                | Neuchâtel Xamax                                                        | 4 - 1   | Bellinzone                                       | 19h45 : Stade de la Maladière                 |                                               |
| 24 septembre 2009 · 2e place / 18 points · | 17e Aganović · 40e Nuzzolo · 65e Gavranović · 75e Nuzzolo · 93e Niasse | (2 - 1) | 18e Hima · 43e Siqueira Barras · 83e Angelo Raso | Spectateurs : 4 021 Arbitrage : Bruno Grossen | Spectateurs : 4 021 Arbitrage : Bruno Grossen |
| 24 septembre 2009 · 2e place / 18 points · | compte-rendu                                                           |         |                                                  | Spectateurs : 4 021 Arbitrage : Bruno Grossen | Spectateurs : 4 021 Arbitrage : Bruno Grossen |

| 11e journée                                | FC Zurich                                   | 1 - 2   | Neuchâtel Xamax                    | 16h00 : Stade du Letzigrund                   |                                               |
| 27 septembre 2009 · 2e place / 21 points · | 19e Aegerter · 58e Vonlanthen · 73e Tihinen | (0 - 1) | 8e Niasse · 41e Varela · 63e Brown | Spectateurs : 9 500 Arbitrage : Nikolaj Hänni | Spectateurs : 9 500 Arbitrage : Nikolaj Hänni |
| 27 septembre 2009 · 2e place / 21 points · | compte-rendu                                |         |                                    | Spectateurs : 9 500 Arbitrage : Nikolaj Hänni | Spectateurs : 9 500 Arbitrage : Nikolaj Hänni |

| 12e journée                             | Neuchâtel Xamax                                                                      | 4 - 2   | Saint-Gall                                                                                        | 17h45 : Stade de la Maladière                |                                              |
| 3 octobre 2009 · 2e place / 24 points · | 4e Nuzzolo · 37e Varela · 41e Binya · 63e Besle · 64e Bah · 70e Binya · 78e Wüthrich | (1 - 0) | 45e Fernando · 52e Zellweger · 53e Schenkel · 59e Costanzo, pénalty · 66e Costanzo · 93e Costanzo | Spectateurs : 11 997 Arbitrage : Alain Bieri | Spectateurs : 11 997 Arbitrage : Alain Bieri |
| 3 octobre 2009 · 2e place / 24 points · | compte-rendu                                                                         |         |                                                                                                   | Spectateurs : 11 997 Arbitrage : Alain Bieri | Spectateurs : 11 997 Arbitrage : Alain Bieri |

| 13e journée                              | FC Sion                                                      | 1 - 0   | Neuchâtel Xamax                                                                         | 16h00 : Stade de Tourbillon                         |                                                     |
| 24 octobre 2009 · 2e place / 24 points · | 29e Paito · 38e Fermino · 45e Sarni · 78e Sarni · 89e Alioui | (1 - 0) | 11e Brown · 26e Besle · 31e Varela · 44e Niasse · 84e Aganović · 92e Tixier · 94e Besle | Spectateurs : 12 600 Arbitrage : Daniel Wermelinger | Spectateurs : 12 600 Arbitrage : Daniel Wermelinger |
| 24 octobre 2009 · 2e place / 24 points · | compte-rendu                                                 |         |                                                                                         | Spectateurs : 12 600 Arbitrage : Daniel Wermelinger | Spectateurs : 12 600 Arbitrage : Daniel Wermelinger |

| 14e journée                              | Neuchâtel Xamax                 | 1 - 1   | Lucerne                                                 | 19h45 : Stade de la Maladière                    |                                                  |
| 29 octobre 2009 · 2e place / 25 points · | 30e Bah · 37e Brown · 60e Brown | (0 - 0) | 27e Zverotić · 69e Lustenberger · 78e Paiva · 79e Paiva | Spectateurs : 4 252 Arbitrage : Cyril Zimmermann | Spectateurs : 4 252 Arbitrage : Cyril Zimmermann |
| 29 octobre 2009 · 2e place / 25 points · | compte-rendu                    |         |                                                         | Spectateurs : 4 252 Arbitrage : Cyril Zimmermann | Spectateurs : 4 252 Arbitrage : Cyril Zimmermann |

| 15e journée                                | Neuchâtel Xamax                                                                       | 3 - 3   | Aarau                                                               | 16h00 : Stade de la Maladière                     |                                                   |
| 1er novembre 2009 · 3e place / 26 points · | 31e Varela, pénalty · 42e Nuzzolo · 45e Besle · 50e Binya · 56e Page · 58e Gavranović | (2 - 1) | 12e Stojkov · 75e Stojkov · 75e Kulaksizoglu · 89e Stojkov, pénalty | Spectateurs : 4 418 Arbitrage : Claudio Circhetta | Spectateurs : 4 418 Arbitrage : Claudio Circhetta |
| 1er novembre 2009 · 3e place / 26 points · | compte-rendu                                                                          |         |                                                                     | Spectateurs : 4 418 Arbitrage : Claudio Circhetta | Spectateurs : 4 418 Arbitrage : Claudio Circhetta |

| 16e journée                              | FC Bâle                                                                                                | 4 - 1   | Neuchâtel Xamax                                             | 19h45 : Parc Saint-Jacques                       |                                                  |
| 9 novembre 2009 · 3e place / 26 points · | 40e Chipperfield · 53e Safari · 58e Frei, pénalty · 60e Safari · 81e Frei · 90e Shaqiri · 95e Streller | (1 - 0) | 55e Brown · 60e Besle · 62e Varela · 74e Gomes · 88e Niasse | Spectateurs : 18 483 Arbitrage : Massimo Busacca | Spectateurs : 18 483 Arbitrage : Massimo Busacca |
| 9 novembre 2009 · 3e place / 26 points · | compte-rendu                                                                                           |         |                                                             | Spectateurs : 18 483 Arbitrage : Massimo Busacca | Spectateurs : 18 483 Arbitrage : Massimo Busacca |

| 17e journée                               | Neuchâtel Xamax                         | 0 - 1   | GC                                                  | 17h45 : Stade de la Maladière                     |                                                   |
| 28 novembre 2009 · 3e place / 26 points · | 47e Gavranović · 66e Hodžić · 83e Brown | (0 - 0) | 76e Vallori · 89e Zarate · 89e Salatic · 90e Zarate | Spectateurs : 5 485 Arbitrage : Jérôme Laperrière | Spectateurs : 5 485 Arbitrage : Jérôme Laperrière |
| 28 novembre 2009 · 3e place / 26 points · | compte-rendu                            |         |                                                     | Spectateurs : 5 485 Arbitrage : Jérôme Laperrière | Spectateurs : 5 485 Arbitrage : Jérôme Laperrière |

| 18e journée                              | YB                            | 1 - 0   | Neuchâtel Xamax | 16h00 : Stade de Suisse                          |                                                  |
| 6 décembre 2009 · 4e place / 26 points · | 45e Regazzoni · 63e Regazzoni | (0 - 0) | 51e Bah         | Spectateurs : 22 888 Arbitrage : Carlo Bertolini | Spectateurs : 22 888 Arbitrage : Carlo Bertolini |
| 6 décembre 2009 · 4e place / 26 points · | compte-rendu                  |         |                 | Spectateurs : 22 888 Arbitrage : Carlo Bertolini | Spectateurs : 22 888 Arbitrage : Carlo Bertolini |

### Super League 2009-2010 -3eet4etours
| 1re journée                             | FC Zurich               | 0 - 0   | Neuchâtel Xamax                     | 17h45 : Letzigrund                           |                                              |
| 6 février 2010 · 4e place / 27 points · | 36e Rochat · 50e Magnin | (0 - 0) | 42e Varela · 82e Dampha · 92e Ferro | Spectateurs : 7 900 Arbitrage : Sascha Kever | Spectateurs : 7 900 Arbitrage : Sascha Kever |
| 6 février 2010 · 4e place / 27 points · | compte-rendu            |         |                                     | Spectateurs : 7 900 Arbitrage : Sascha Kever | Spectateurs : 7 900 Arbitrage : Sascha Kever |

| 2e journée                               | Neuchâtel Xamax                                               | 1 - 3   | FC Bâle                                                                      | 16h00 : Maladière                              |                                                |
| 14 février 2010 · 4e place / 27 points · | 29e Tixier · 48e Binya · 49e Nuzzolo · 73e Tixier · 83e Besle | (0 - 0) | 31e Inkoom · 54e Frei · 58e Atan · 62e Streller · 74e Shaqiri · 80e Streller | Spectateurs : 4 250 Arbitrage : Stephan Studer | Spectateurs : 4 250 Arbitrage : Stephan Studer |
| 14 février 2010 · 4e place / 27 points · | compte-rendu                                                  |         |                                                                              | Spectateurs : 4 250 Arbitrage : Stephan Studer | Spectateurs : 4 250 Arbitrage : Stephan Studer |

| 3e journée                               | FC Sion                                                                             | 1 - 1   | Neuchâtel Xamax                                     | 16h00 : Stade de Tourbillon                   |                                               |
| 21 février 2010 · 4e place / 28 points · | 3e Mpenza · 16e Paito · 72e Serey Die · 77e Serey Die · 72e Domínguez · 93e Vanczák | (1 - 0) | 50e Edjenguele · 56e Dampha · 78e Gashi · 84e Besle | Spectateurs : 10 800 Arbitrage : Sascha Kever | Spectateurs : 10 800 Arbitrage : Sascha Kever |
| 21 février 2010 · 4e place / 28 points · | compte-rendu                                                                        |         |                                                     | Spectateurs : 10 800 Arbitrage : Sascha Kever | Spectateurs : 10 800 Arbitrage : Sascha Kever |

| 4e journée                               | Neuchâtel Xamax          | 0 - 3   | FC St Gall                        | 16h00 : Maladière                                |                                                  |
| 28 février 2010 · 6e place / 28 points · | 57e Wüthrich · 63e Besle | (0 - 2) | 10e Lang · 19e Frei · 80e Merenda | Spectateurs : 3 450 Arbitrage : Cyril Zimmermann | Spectateurs : 3 450 Arbitrage : Cyril Zimmermann |
| 28 février 2010 · 6e place / 28 points · | compte-rendu             |         |                                   | Spectateurs : 3 450 Arbitrage : Cyril Zimmermann | Spectateurs : 3 450 Arbitrage : Cyril Zimmermann |

| 5e journée                           | Neuchâtel Xamax                                 | 1 - 0   | BSC Young Boys                                         | 16h00 : Maladière                                 |                                                   |
| 7 mars 2010 · 5e place / 31 points · | 17e Dampha · 23e Nuzzolo · 68e Bah · 69e Varela | (1 - 0) | 71e Dudar · 88e Hochstrasser · 89e Bienvenu · 90e Coly | Spectateurs : 4 351 Arbitrage : Jérôme Laperrière | Spectateurs : 4 351 Arbitrage : Jérôme Laperrière |
| 7 mars 2010 · 5e place / 31 points · | [compte-rendu]                                  |         |                                                        | Spectateurs : 4 351 Arbitrage : Jérôme Laperrière | Spectateurs : 4 351 Arbitrage : Jérôme Laperrière |